# Jean Baptiste Valter Manga
Jean Baptiste Valter Manga (ur. 18 czerwca 1972 w Oussouye) – senegalski duchowny rzymskokatolicki, biskup Ziguinchor od 2024.  

## Życiorys
Święcenia kapłańskie przyjął 20 grudnia 2000 i został inkardynowany do diecezji Ziguinchor. Po święceniach pracował w niższym seminarium, a po odbyciu studiów w Paryżu objął funkcję wykładowcy w wyższym seminarium diecezjalnym (w latach 2023–2024 był też jego wicerektorem). W 2021 został także sekretarzem wydziału duszpasterskiego oraz kierownikiem formacji stałej duchowieństwa.
20 czerwca 2024 papież Franciszek mianował go biskupem Ziguinchor. Sakry udzielił mu 23 listopada 2024 w Ziguinchor biskup Jean-Pierre Bassène.   